# Anneo Sereno
Anneo Sereno (... – I secolo) è stato un funzionario e militare romano.
Parente o liberto di Lucio Anneo Seneca, fu prefetto dei vigili; Seneca gli dedicò il De tranquillitate animi, il De constantia sapientis e il De Otio.